# Ceux qui restent (court métrage)
Pour les articles homonymes, voir Ceux qui restent (homonymie).
Pour plus de détails, voir Fiche technique et Distribution.
Ceux qui restent est un film franco-vietnamien réalisé en 2001 par Boris Lojkine et sorti en 2003.

## Fiche technique
- Titre : Ceux qui restent
- Réalisation : Boris Lojkine
- Photographie : Khanh Toan Do
- Montage : Gilles Volta
- Son : Tuân Anh Lê
- Société de production : Play Film
- Pays d'origine :  France |  Vietnam
- Durée : 52 minutes
- Date de sortie : 
  -  France : 2003 (présentation au Festival international des cinémas d'Asie de Vesoul)

## Récompenses et distinctions

### Sélections
- 2003 : Festival international des cinémas d'Asie de Vesoul